# 聖心教堂 (萊武卡)
聖心教堂（Sacred Heart Church），位於斐濟的奥瓦劳岛上的城鎮萊武卡。此教堂是聯合國世界遺產歷史海港城鎮萊武卡的一部分。
教堂始建於1858年。

## 外部連結
- Sacred Heart Church, Levuka, Fiji （页面存档备份，存于）